# Jaime Silva (Fußballspieler)
Jaime Silva Gómez (* 10. Oktober 1935 in Bogotá; † 25. April 2003 in Tarragona, Spanien) war ein kolumbianischer Fußballspieler. Der Mittelfeldspieler nahm mit der kolumbianischen Nationalmannschaft an der Fußball-Weltmeisterschaft 1962 in Chile teil.

## Karriere

### Verein
Jaime Silva begann 1954 seine Karriere bei Independiente Santa Fe in Bogotá und spielte dort bis 1964. In dieser Zeit gewann er zwei Meistertitel. Anschließend wechselte er zu Deportes Quindío, für das er ein Jahr aktiv war. Von 1966 bis 1968 spielte er für Unión Magdalena, mit dem er seine dritte Meisterschaft gewann. Zum Abschluss seiner Karriere lief er für Deportes Tolima auf. Nach seinem Karriereende als Spieler trainierte er zwei Mal Santa Fe. Zudem betreute er die U20-Nationalmannschaft bei der Südamerikameisterschaft 1983.

### Nationalmannschaft
Silva absolvierte zwischen 1957 und 1963 insgesamt 14 Länderspiele für die kolumbianische Nationalmannschaft. Sein Debüt gab er beim Campeonato Sudamericano 1957, bei dem er fünf Spiele bestritt. Er gehörte zum Kader bei der Weltmeisterschaft 1962 in Chile und kam dort bei der 1:2-Niederlage gegen Uruguay zum Einsatz. Die Cafeteros schieden in der Gruppenphase mit einem Punkt aus drei Spielen aus. Sein letztes Turnier spielte Silva beim Campeonato Sudamericano 1963, bei dem er bei den Niederlagen gegen Argentinien und gegen Brasilien in der Startelf stand.

## Erfolge
Santa Fe
- Kolumbianischer Meister: 1958, 1960

Unión Magdalena
- Kolumbianischer Meister: 1968